# Lea Gottlieb
Pour les articles homonymes, voir Gottlieb.
Lea Gottlieb (17 septembre 1918 - 17 novembre 2012) est une créatrice de mode et femme d'affaires israélienne. Elle immigre en Israël après la Seconde Guerre mondiale, et fonde la société Gottex,,,.

## Biographie
Lea Lenke Roth (plus tard Gottlieb) est née à Sajószentpéter, en Hongrie. Avant la Seconde Guerre mondiale, elle décide d'étudier la chimie. Lors de l'occupation de la Hongrie dans le milieu des années 1940, son mari Armin est envoyé dans un camp de travail. Gottlieb — qui est Juive — se cache dans Sajószentpéter et à Budapest, passant d'une cachette à l'autre avec ses filles Miriam et Judith.  Aux points de contrôle, elle cache sa tête dans un bouquet de fleurs pour éviter d'être reconnue en tant que juive,,. Une fois, après avoir vu un soldat armé, elle se dissimule avec ses filles dans un fossé derrière une maison.

## Créatrice de mode

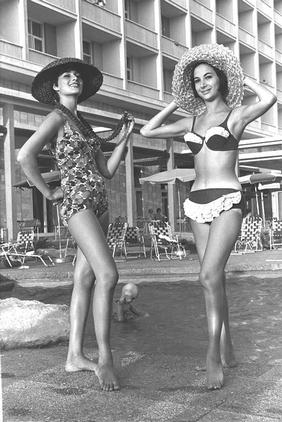
Maillots de bain Gottex, 1961

Gottlieb et sa famille survivent à la guerre, et après la Libération, elle et son mari tiennent une usine d'imperméables en Tchécoslovaquie. Ils immigrent à Haïfa en Israël en 1949. Elle se souvient : « Nous sommes venus avec rien, sans argent, avec nulle part où vivre. Les deux ou trois premières années ont été très, très dures »,.
Avec de l'argent emprunté à la famille et aux amis, elle et son mari ouvre une nouvelle usine d’imperméable près de Tel-Aviv, en 1949,. Mais, depuis quelques mois, ils ont « jamais vu la pluie, seulement le soleil »,.
Ainsi, en 1956, ils fondent Gottex, une entreprise de vêtements de plage et de maillots de bain haut de gamme qui est devient l'une des principales exportatrices dans 80 pays,,,. Le nom de la société est une combinaison de « Gottlieb » et « textiles ».
Gottlieb, couturière, commence par vendre son alliance pour amasser de l'argent pour acheter le tissu,. Elle emprunte une machine à coudre, et cout les maillots de bain dans leur appartements de Jaffa.
Elle est la chef du design de l'entreprise,. Quand la société commence à fonctionner, Gottlieb créait des tenues de plage en complément des maillots de bain avec des tops, des paréos, des caftans, des tuniques, des pantalons larges, des petits corsets et des jupes. Ses collections a des motifs variés qui sont inspirés et dominé par les fleurs, les fleurs qui lui ont sauvé la vie pendant l'occupation nazie,,,.
En 1973, lors de la Guerre du Kippour, Gottlieb annule des tournées à l'étranger, prend le contrôle des opérations à Gottex, et il organise des défilés de mode pour les soldats en première ligne. En 1984, Gottex a un chiffre d'affaires de 40 millions de dollars (94 millions de dollars actuels), et est le premier exportateur de maillots de bain aux États-Unis, et possède les deux tiers du marché israélien. Parmi ceux qui ont porté ces maillots, on trouve Diana, Princesse de Galles, la Reine Sofia d'Espagne, Elizabeth Taylor, Brooke Shields et Nancy Kissinger. En 1991, près de la moitié des 60 millions de dollars de chiffre d'affaires de la société se fait aux États-Unis.  
Lev Leviev, le propriétaire du groupe Afrique-Israël, rachète Gottex en 1997. Après environ un an à la tête de l'équipe de conception, Gottlieb quitte l'entreprise,,. Une fois son contrat de non-concurrence avec Gottex expiré, à l'âge de 85 ans, elle fonde une nouvelle société de conception de maillots de bain, sous son propre nom,,,.
Gottlieb meurt à son domicile de Tel-Aviv le 12 novembre 2012, à l'âge de 94 ans.